# Sibilla di Sassonia
Sibilla di Sassonia (Freiberg, 2 maggio 1515 – Buxtehude, 18 luglio 1592) fu una principessa di Sassonia e duchessa di Sassonia-Lauenburg.

## Biografia
Era la figlia maggiore del duca Enrico IV di Sassonia (1473-1541), e di sua moglie, Caterina di Meclemburgo-Schwerin (1487-1561), figlia del duca Magnus II di Meclemburgo-Schwerin.

## Matrimonio
Sposò, l'8 febbraio 1540 a Dresda, il duca Francesco I di Sassonia-Lauenburg (1510-1581). Ebbero nove figli:
- Alberto (1542-1544);
- Dorotea (11 marzo 1543-5 aprile 1586), sposò il duca Volfango di Brunswick-Grubenhagen, non ebbero figli;
- Magnus II (1543-14 maggio 1603);
- Ursula (1545-22 ottobre 1620), sposò il duca Enrico III di Brunswick-Lüneburg, ebbero cinque figli;
- Francesco II (1547-1619);
- Enrico (1 novembre 1550-22 aprile 1585), sposò Anna di Broich, non ebbero figli;
- Maurizio (1551-1612), sposò Caterina di Sporck, ebbero due figli;
- Sidonia Caterina (?-1594), sposò in prime nozze Venceslao III Adamo di Teschen, ebbero sei figli; sposò in seconde nozze Emmerich III Forgach;
- Federico (1554-1586).

Il matrimonio sancì un'alleanza tra il fratello e il marito durante la guerra di Smalcalda. Si rivelò un matrimonio infelice. Negli anni successivi, Sibilla e Francesco si riconciliarono di nuovo. Nel 1552 chiese a suo fratello Maurizio di assistere finanziariamente suo marito, in modo che potesse riscattare alcuni beni e villaggi a Lubecca.
La duchessa svolse un ruolo di primo piano nel 1588 durante la relazione di suo figlio Maurizio con la popolana Gisella Tschammer, contro la quale intentò un processo per stregoneria.

## Morte
Morì il 18 luglio 1592, all'età di 77 anni. Fu sepolta nella cattedrale di Ratzeburg.

## Ascendenza
|                                         |                                         |                                           | Genitori                                                 |  |  | Nonni |  |  | Bisnonni                                   |  |  | Trisnonni                                 |  |
|                                         |                                         |                                           |                                                          |  |  |       |  |  | Federico II, principe elettore di Sassonia |  |  | Federico I, principe elettore di Sassonia |  |
|                                         |                                         |                                           |                                                          |  |  |       |  |  | Federico II, principe elettore di Sassonia |  |  | Federico I, principe elettore di Sassonia |  |
|                                         |                                         | Caterina di Brunswick-Lüneburg            |                                                          |  |  |       |  |  | Federico II, principe elettore di Sassonia |  |  |                                           |  |
| Alberto III, duca di Sassonia           |                                         |                                           |                                                          |  |  |       |  |  | Federico II, principe elettore di Sassonia |  |  |                                           |  |
|                                         |                                         | Margherita d'Asburgo                      | Ernesto I d'Asburgo, duca di Stiria, Carinzia e Carniola |  |  |       |  |  |                                            |  |  |                                           |  |
|                                         |                                         | Margherita d'Asburgo                      | Ernesto I d'Asburgo, duca di Stiria, Carinzia e Carniola |  |  |       |  |  |                                            |  |  |                                           |  |
|                                         |                                         | Margherita d'Asburgo                      | Cimburga di Masovia                                      |  |  |       |  |  |                                            |  |  |                                           |  |
| Enrico IV, duca di Sassonia             |                                         | Margherita d'Asburgo                      |                                                          |  |  |       |  |  |                                            |  |  |                                           |  |
|                                         |                                         | Giorgio, re di Boemia                     | Vittorino I di Poděbrady                                 |  |  |       |  |  |                                            |  |  |                                           |  |
|                                         |                                         | Giorgio, re di Boemia                     | Vittorino I di Poděbrady                                 |  |  |       |  |  |                                            |  |  |                                           |  |
|                                         |                                         | Giorgio, re di Boemia                     | Anna di Wartenberg                                       |  |  |       |  |  |                                            |  |  |                                           |  |
| Sidonia di Boemia                       |                                         | Giorgio, re di Boemia                     |                                                          |  |  |       |  |  |                                            |  |  |                                           |  |
|                                         |                                         | Cunegonda di Sternberg                    | Smilo di Sternberg                                       |  |  |       |  |  |                                            |  |  |                                           |  |
|                                         |                                         | Cunegonda di Sternberg                    | Smilo di Sternberg                                       |  |  |       |  |  |                                            |  |  |                                           |  |
|                                         |                                         | Cunegonda di Sternberg                    | Barbara di Pardubice                                     |  |  |       |  |  |                                            |  |  |                                           |  |
| Sibilla di Sassonia                     |                                         | Cunegonda di Sternberg                    |                                                          |  |  |       |  |  |                                            |  |  |                                           |  |
|                                         | Enrico IV, duca di Meclemburgo-Schwerin | Giovanni IV, duca di Meclemburgo-Schwerin |                                                          |  |  |       |  |  |                                            |  |  |                                           |  |
|                                         | Enrico IV, duca di Meclemburgo-Schwerin | Giovanni IV, duca di Meclemburgo-Schwerin |                                                          |  |  |       |  |  |                                            |  |  |                                           |  |
|                                         | Enrico IV, duca di Meclemburgo-Schwerin | Caterina di Sassonia-Lauenburg            |                                                          |  |  |       |  |  |                                            |  |  |                                           |  |
| Magnus II, duca di Meclemburgo-Schwerin | Enrico IV, duca di Meclemburgo-Schwerin |                                           |                                                          |  |  |       |  |  |                                            |  |  |                                           |  |
|                                         |                                         | Dorotea di Brandeburgo                    | Federico I, principe elettore di Brandeburgo             |  |  |       |  |  |                                            |  |  |                                           |  |
|                                         |                                         | Dorotea di Brandeburgo                    | Federico I, principe elettore di Brandeburgo             |  |  |       |  |  |                                            |  |  |                                           |  |
|                                         |                                         | Dorotea di Brandeburgo                    | Elisabetta di Baviera-Landshut                           |  |  |       |  |  |                                            |  |  |                                           |  |
| Caterina di Meclemburgo-Schwerin        |                                         | Dorotea di Brandeburgo                    |                                                          |  |  |       |  |  |                                            |  |  |                                           |  |
|                                         |                                         | Eric II, duca di Pomerania-Wolgast        | Vartislao IX, duca di Pomerania-Wolgast                  |  |  |       |  |  |                                            |  |  |                                           |  |
|                                         |                                         | Eric II, duca di Pomerania-Wolgast        | Vartislao IX, duca di Pomerania-Wolgast                  |  |  |       |  |  |                                            |  |  |                                           |  |
|                                         |                                         | Eric II, duca di Pomerania-Wolgast        | Sofia di Sassonia-Lauenburg                              |  |  |       |  |  |                                            |  |  |                                           |  |
| Sofia di Pomerania-Wolgast              |                                         | Eric II, duca di Pomerania-Wolgast        |                                                          |  |  |       |  |  |                                            |  |  |                                           |  |
|                                         |                                         | Sofia di Pomerania-Stolp                  | Boghislao IX, duca di Pomerania-Stolp                    |  |  |       |  |  |                                            |  |  |                                           |  |
|                                         |                                         | Sofia di Pomerania-Stolp                  | Boghislao IX, duca di Pomerania-Stolp                    |  |  |       |  |  |                                            |  |  |                                           |  |
|                                         |                                         | Sofia di Pomerania-Stolp                  | Maria di Masovia                                         |  |  |       |  |  |                                            |  |  |                                           |  |
|                                         |                                         | Sofia di Pomerania-Stolp                  |                                                          |  |  |       |  |  |                                            |  |  |                                           |  |